# Pseudagrion spernatum
Pseudagrion spernatum – gatunek ważki z rodziny łątkowatych (Coenagrionidae). Występuje w Afryce Subsaharyjskiej – od Etiopii na południe po RPA; niepotwierdzone stwierdzenia z Angoli, Erytrei i Lesotho.
W RPA imago lata od października do końca maja, lecz pojedyncze osobniki dorosłe latają przez cały rok. Długość ciała 38–43 mm. Długość tylnego skrzydła 23–26,5 mm.